# 3G Capital
3G Capital is een Braziliaans investeringsfonds dat in 2004 is opgericht door miljardair Jorge Paulo Lemann en wordt gesteund door de financiers Carlos Alberto Sicupira en Marcel Telles. Het fonds is gespecialiseerd in fusies en overnames in de agrovoedingssector, en staat bekend om zijn brutale managementmethoden.
Het bedrijf heeft deelnames in Anheuser-Busch InBev, Restaurant Brands International (Burger King, Tim Hortons, Firehouse Subs en Popeyes Louisiana Kitchen), Hunter Douglas en (samen met Berkshire Hathaway) Kraft Heinz.

## Aanpak
3G Capital staat bekend voor het opkopen van bedrijven, het vervangen van het senior management en vervolgens agressief snijden in de kosten. Volgens een van de oprichters: "Kosten zijn als vingernagels, je moet ze blijven bijknippen". De Financial Times beschrijft 3G Capital als de belichaming van "kettingzaagkapitalisme".